# Elezioni parlamentari in Bulgaria del 2005
Le elezioni parlamentari in Bulgaria del 2005 si tennero il 25 giugno per il rinnovo dell'Assemblea nazionale. In seguito all'esito elettorale, Sergej Stanišev, espressione della Coalizione per la Bulgaria e del Partito Socialista Bulgaro, divenne Primo ministro.

## Risultati
| Liste                                                         | Voti      | %     | Seggi |
| ------------------------------------------------------------- | --------- | ----- | ----- |
| Coalizione per la Bulgaria (BSP - BZNS AS - KPB - PBSD - DSH) | 1 129 196 | 31,06 | 82    |
| Movimento Nazionale Simeone II                                | 725 314   | 19,95 | 53    |
| Movimento per i Diritti e le Libertà                          | 467 400   | 12,86 | 34    |
| Unione Nazionale Attacco                                      | 296 848   | 8,17  | 21    |
| Forze Democratiche Unite (SDS - BZNS - DP)                    | 280 323   | 7,71  | 20    |
| Democratici per una Bulgaria Forte                            | 234 788   | 6,46  | 17    |
| Unione Nazionale Bulgara (VMRO-BND - BZNS-NS - SVD)           | 189 268   | 5,21  | 13    |
| Tempi Nuovi                                                   | 107 758   | 2,96  | –     |
| Coalizione La Rosa (БСД - НДПС - ОБТ)                         | 47 410    | 1,30  | –     |
| Euroroma                                                      | 45 637    | 1,26  | –     |
| Coalizione Cristiana Bulgara                                  | 21 064    | 0,58  | –     |
| Federazione Società Civile Attiva                             | 18 326    | 0,50  | –     |
| Altri <0,50%                                                  | 72 018    | 1,98  | –     |
| Totale                                                        | 3 635 350 | 100   | 240   |